# مایکل مک‌کل
مایکل مک‌کل (متولد ۱۰ فوریه ۱۹۵۹، Bethnal Green، لندن) وی در زمینه بازیگری و خوانندگی / ترانه انگیز انگلیسی فعالیت می‌کند.

## تئاتر
- از ژانویه تا ژوئیه ۲۰۱۵، مایکل مک‌کل با تینا هوبلی، جیمی لومس، ریک مکارام و گرید اوبراین در تولید محصولات "مرده ساده" پیتر جیمز (نویسنده) همکاری کرد.
- در ماه سپتامبر / اکتبر ۲۰۱۵ مک‌کل با نیک موران در "The Roaring Trade" در تئاتر پارک ظاهر شد.
- از ۷ دسامبر ۲۰۱۵–۳ ژانویه ۲۰۱۶ مک‌کل در نخستین پنتو به عنوان ابنازار در آلدین در نمایشگاه دربی ظاهر شد.

## موسیقی
مک‌کل کار خود را به عنوان یک نوازنده آغاز کرد. او خواننده / ترانه‌سرا برای گروه The Park بود، نمایشنامه‌هایی برای تیا، دلار و جولین کلر. بعد از قرارداد با فونوگرافی، WEA و EMI، کارفرمای انفرادی او در اوت ۱۹۹۱ به یک تصادف نزدیک به مرگ فاجعه پایان یافت. مایکل در اواخر دههٔ ۱۹۹۰ در مکبث در The Lyric Hammersmith بازگشت. او در موزیکال West End ظاهر شده‌است، از جمله Blood Brothers، راد استوارت، موسیقی شب امشب شب، نوشته شده و به کارگردانی بن التن. بعد از آن، التون بعدا نوشت که شخصیت رونی مک‌کل در کمدی بی‌بی‌سی او Blessed .Michael بازی کرده‌است "Lank" در دو برنده اولیویر تولید "دیوانه برای شما" ۲۰۱۲ و بازگشت به نقش او "Stoner" در تولید ۲۰۱۴ "امشب شب موعود است"در سال ۱۹۸۵ او به عنوان مایکل سنت جیمز با ستاره فرانسوی جولین کلر سفر کرد و با سرجی گینزبورگ خواننده و ترانهسرای فرانسوی افسانه ای کار کرد. مک‌کل در سال ۲۰۰۹ یک EP, Shower Over Moon Street را منتشر کرد و آهنگ‌های خود را از آلبوم "Shower Over Moon Street" در رویال آلبرت هال در نوامبر ۲۰۰۹ پخش کرد. اولین آلبوم من، ۲۵ ژوئیه ۲۰۱۰ منتشر شد. "Save Me".

## فیلم‌ها
- مک‌کل در فیلم فرانسوی بچه‌های محله اسکس در کنار شان بین به عنوان وین لول، بازی مواد مخدر تماشا کرد.
- The Act Of Godfrey
- Low Down
- Blood
- Bar
- Death
- Freight

| فیلم‌ها                    | نقش           | تارخ |   |
| ------------------------- | ------------- | ---- | - |
| Outpost3:Rise of Spetsnaz | سرهنگ استراسر | ۲۰۱۳ | ۱ |
| Shouting Men              |               | ۲۰۱۰ | ۲ |
| Water Still Waters        |               | ۲۰۱۱ | ۳ |